# Max Morise
Max Morise (Parigi, 5 aprile 1900 – Parigi, 29 ottobre 1973) è stato un artista, scrittore e attore francese, legato al movimento surrealista.

## Biografia
Amico di Robert Desnos e Roger Vitrac da prima che i due si unissero al movimento surrealista, contribuì ad articoli su La Revolution Surrealiste e partecipò ad una serie di discussioni tenute dal gruppo che riguardavano la natura del sesso. Partecipò anche ad alcuni giochi surrealisti, in particolare a quello dei cadaveri eccellenti. 
André Breton, nel primo Manifesto surrealista lo cita due volte: dopo aver detto "non abbiamo alcun talento", Breton cita Roger Vitrac  e Paul Éluard, e poi dice "chiedete a Max Morise" e scrive: 
In seguito, Breton include questa citazione:
Morise è anche apparso in alcuni film, tra cui Ciboulette di Claude Autant-Lara (1933), Il delitto del signor Lange di Jean Renoir (1936) e Lo strano dramma del dottor Molyneux di Marcel Carné (1937).